# Carolina Adelia Alió
Carolina Adelia Alió (1888, Buenos Aires-25 de febrero de 1954, Mar del Plata) fue una escritora, dramaturga y periodista argentina. Estrenó varias de sus obras en el Teatro Odeón y era colaboradora de las revistas Plus Ultra, Caras y Caretas y La Nota. Su obra Pobres almas es un melodrama de traición, adicciones y enfermedad, que contiene una sutil crítica feminista al modo de educación de la época. Era hermana del pintor Baudilio Alió.

## Obras
- Varios cuentos (1916, Compañía Sudamericana de Billetes de Banco), con ilustraciones de Baudilio Alió.
- Margot (1916, cuento, ganador del 1° Premio del Concurso del diario La Prensa).
- El capitán del faro (novela corta, Compañía Sudamericana de Billetes de Banco).
- El adolescente (teatro).
- En la paz del campo (teatro, estrenada en el Teatro Odeón).
- Pobres almas (teatro, estrenado en el Marconi).
- Las mariposas (teatro).
- Noctilucas (1938, cuentos, 2 tomos, Talleres Gráficos Porter Hnos.).[7]